# Èpic Nails
Èpic Nails és un programa de televisió català produït per Minoria Absoluta i emès per 3Cat. Es tracta d'un concurs de talents, on els participants competeixen en reptes de manicura. La presentadora és Sofia Coll, qui va participar a La Voz Kids, Eufòria i el Benidorm Fest 2024. Se n'han emès dues temporades, als anys 2024 i 2025.

## Format
El programa segueix un format de competició on vuit concursants, que són artistes d'ungles amateurs i semiprofessionals, competeixen en diversos reptes de manicura. Cada episodi presenta un tema o repte específic, i els concursants han de crear dissenys d'ungles que impressionin els jutges. El jurat està format per Debora Figueras, una artista d'ungles reconeguda per treballar amb celebritats com Rosalía; i Joan Liaño, un antic concursant del programa Eufòria i manicur professional.
Cada episodi elimina un concursant fins a la final, on els tres millors competeixen pel títol de millor artista d'ungles de Catalunya i un premi de 15.000 euros.

## Temporades

### Primera temporada (2024)
La primera temporada d’Èpic Nails es va estrenar el 26 de gener de 2024. Va consistir en sis episodis, cadascun de 30 minuts de durada. La temporada va comptar amb vuit concursants que van competir en diversos reptes d’art d’ungles. El procés d’eliminació era directe: cada episodi eliminava un concursant basant-se en la seva actuació en el repte principal, fins a arribar a la final amb els tres millors concursants. El guanyador va ser anunciat en l’episodi final. La primera temporada la va guanyar Alejandra Rochera, de Vila-real.

### Segona temporada (2025)
El retorn del programa a 3cat va produir-se el 26 de març de 2025, i va introduir diversos canvis en la mecànica del concurs. En els "Èpic duels", els dos participants pitjor avaluats de cada programa, s'enfronten en una prova que decidirà qui seria l'eliminat. També es van incorporar nous reptes temàtics, amb la intenció de diversificar les proves i desafiar els concursants de maneres noves, mantenint l'interés dels espectadors.
Tot i aquests canvis, el format general es va mantenir constant: sis episodis, vuit concursants inicials i una final amb els tres millors.

## Recepció
Èpic Nails ha estat ben rebut pel públic, especialment entre els espectadors més joves i aquells interessats en la bellesa i la moda. El programa ha estat elogiat pel seu concepte únic i per mostrar l’art involucrat en el disseny d’ungles. També s’ha destacat pels seus esforços per trencar estereotips sobre la manicura i per ressaltar l’habilitat i creativitat dels concursants.